# Louis Gabrillargues
Louis Gabrillargues, né le 16 juin 1914 à Montpellier (Hérault) et mort le 20 novembre 1994 à Saint-Bauzille-de-Putois (Hérault), est un footballeur international français évoluant au poste de demi-centre et reconverti entraîneur. Avec l'équipe de France, il participe à la Coupe du monde 1934.

## Biographie

### FC Sète et l'équipe de France (1933-1937)

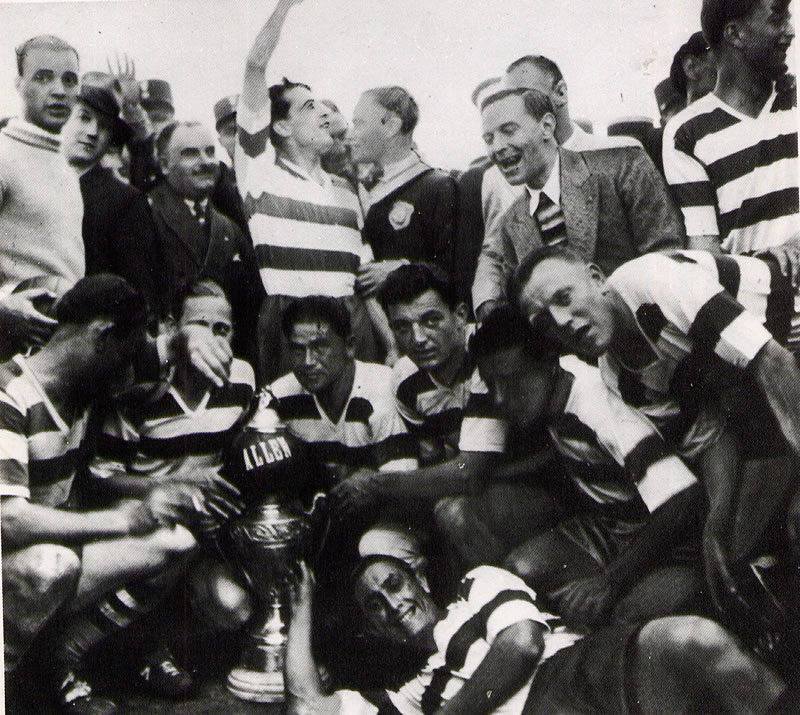
Les joueurs sétois réunis autour du trophée de la Coupe de France en 1934.

Lors de la première saisons de Louis Gabrillargues au FC Sète, les Héraultais réussissent le premier doublé de l’histoire du football français. En effet, alors que les Dauphins sont à la lutte pour le titre avec notamment l’Olympique lillois et l’Olympique de Marseille, ils retrouvent le 6 mai 1934 au stade Yves-du-Manoir de Colombes leurs voisins marseillais pour la finale de la Coupe de France. Devant 40 600 spectateurs, Gabrillargues remporte le premier trophée national de sa carrière. Sept jours plus tard, les hommes de René Dedieu s’imposent face au FC Antibes (4-2) lors de la dernière journée du championnat. Premiers mais ne comptant qu'un point d’avance sur l’Olympique de Marseille qui doit encore jouer trois matches en retard, les Héraultais ne se font guère d’illusions quant au résultat final de la compétition. Mais Marseille perd ses trois derniers matchs et le FC Sète remporte son premier titre de champion de France. Gabrillargues fait partie de l'équipe type du club.
Le 16 décembre 1934, Louis Gabrillargues joue son premier match avec l'équipe de France lors de la réception de la Yougoslavie à Paris (victoire 3-2).
La saison 1934-1935 est moins réjouissante, le club terminant à la quatrième place du championnat à douze points du champion sochalien.
Le 24 janvier 1937, Louis Gabrillargues joue son dernier match avec l'équipe de France lors de la réception de l'Autriche (défaite 2-1). Il totalise neuf sélections en bleu, toutes effectuées en match amical.
Après deux saisons moyennes où le FC Sète reste englué dans le ventre mou du championnat de France (7e en 1936 puis 10e en 1937), Gabrillargues quitte le club.

### Nîmes et la guerre (1940-1946)
Arrivé au Nîmes Olympique en 1940, Louis Gabrillargues prend la gestion de l'équipe deux ans plus tard. Les performances du club nîmois restent modestes, mis à part quelques coups d'éclats sans lendemain en Coupe de France.
Les années 1940 sont marquées par la Seconde Guerre mondiale et l'apparition en France du régime de Vichy qui, par le biais du directeur des sports Joseph Pascot, interdit par la suite toute section professionnelle. L'activité du Nîmes Olympique continue avec le statut amateur et Gabrillargues intègre l'équipe fédérale Montpellier-Languedoc pour la saison 1943-1944. Le club gardois acquiert de nouveau son statut professionnel en 1944 puis prend part au championnat de guerre lors de la saison 1944-1945, qui se conclut par une relégation en seconde division. Après avoir acquis la quatrième place lors de la saison 1945-1946, Gabrillargues quitte l'encadrement de l'équipe.

### Entraîneur (1942-1969)
Après la Seconde Guerre mondiale, Louis Gabrillargues prend en main l'équipe de l'Entente sportive Cheminots Rochelais (ex-ES La Rochelle) et fait partie de ceux qui relancent de la section football à l'ESCR.
Gabrillargues dirige ensuite l'AAJ Blois (1956-63) puis l'Entente de Montceau-les-Mines (1968-69).

## Statistiques
| Saison                | Club                     | Championnat           | Championnat | Championnat | Coupe(s) nationale(s) | Coupe(s) nationale(s) | France | France | Total | Total |
| Saison                | Club                     | Division              | M.          | B.          | M.                    | B.                    | M.     | B.     | M.    | B.    |
| 1933-1934             | FC Sète                  | D1                    | 25          | 0           | 6                     | 0                     | -      | -      | 31    | 0     |
| 1934-1935             | FC Sète                  | D1                    | 30          | 1           | 4                     | 0                     | 4      | 0      | 38    | 1     |
| 1935-1936             | FC Sète                  | D1                    | 26          | 5           | 3                     | 0                     | 4      | 0      | 33    | 5     |
| 1936-1937             | FC Sète                  | D1                    | 26          | 1           | 3                     | 0                     | 1      | 0      | 30    | 1     |
| Sous-total            | Sous-total               | Sous-total            | 107         | 7           | 16                    | 0                     | 9      | 0      | 132   | 7     |
| 1937-1938             | Excelsior de Roubaix     | D1                    | 15          | 2           | 2                     | 2                     | -      | -      | 17    | 4     |
| 1938-1939             | FC Sochaux-Montbéliard   | D1                    | 5           | 0           | -                     | -                     | -      | -      | 5     | 0     |
| 1939                  | SR Colmar                | D1                    | 24          | 2           | 1                     | 0                     | -      | -      | 25    | 2     |
| 1939-1940             | SR Colmar                | D1                    | -           | -           | -                     | -                     | -      | -      | 0     | 0     |
| 1940-1941             | Nîmes Olympique          | D1                    | -           | -           | 4                     | 2                     | -      | -      | 4     | 2     |
| 1941-1942             | Nîmes Olympique          | D1                    | -           | -           | 3                     | 0                     | -      | -      | 3     | 0     |
| 1942-1943             | Nîmes Olympique          | D1                    | -           | -           | 4                     | 1                     | -      | -      | 4     | 1     |
| 1943-1944             | ÉF Montpellier-Languedoc | D1                    | -           | -           | 4                     | 0                     | -      | -      | 4     | 0     |
| 1944-1945             | Nîmes Olympique          | D1                    | -           | -           | 2                     | 0                     | -      | -      | 2     | 0     |
| 1945-1946             | Nîmes Olympique          | D1                    | 19          | 1           | 1                     | 0                     | -      | -      | 20    | 1     |
| Sous-total            | Sous-total               | Sous-total            | 19          | 1           | 18                    | 3                     | 0      | 0      | 37    | 4     |
| Total sur la carrière | Total sur la carrière    | Total sur la carrière | 170         | 12          | 37                    | 5                     | 9      | 0      | 216   | 17    |

## Palmarès
Championnat de France (1)
- Champion en 1934

Coupe de France (1)
- Vainqueur en 1934